# Godzilla gegen Mechagodzilla II
1993 erschien mit Godzilla gegen Mechagodzilla II (Originaltitel: Gojira tai Mekagojira) der 20. Godzillafilm. Regie führte wie im Film zuvor bei Godzilla – Kampf der Sauriermutanten Takao Okawara. In Deutschland erschien der Film am 4. Juni 2002 als DVD.
Eigentlich sollte der Film der letzte der japanischen Reihe werden, denn man plante 1994 schon einen US-Godzilla-Streifen, der allerdings erst 1998 erschien.

## Handlung
Nachdem der Roboter des Mecha King Ghidorah in Godzilla – Duell der Megasaurier auf den Boden des Meeres stürzte, haben die Leute der G-Force ihn nun geborgen. Ihr Plan ist es, aus den Trümmern des Zukunftsroboters eine Waffe zu entwickeln, die Godzilla endgültig besiegen soll.
Nach einiger Zeit ist der Roboter fertig konstruiert. Als eine Gruppe von Wissenschaftlern auf der Insel Adonoa eine Forschungsexpedition durchführt, trauen sie ihren Augen kaum: Sie finden ein großes Ei, das, wie es aussieht, noch gut erhalten ist. Doch als sie mit dem Transport des Eies beginnen, taucht auf einmal Rodan auf und attackiert das Team. Zudem steigt auch noch Godzilla aus dem Meer und greift Rodan an. Die zwei Riesen vergessen bei ihrem Kampf das Ei, und somit kann sich das Forscherteam aus dem Staub machen.
In Kyōto angekommen, wird das Ei sofort von Experten untersucht. Dr. Omai erklärt währenddessen seiner jungen Assistentin Azusa, dass das Ei sie als seine Mutter sieht. Inzwischen ist auch Kazuma in der G-Force, und zwar bei Mechagodzilla. Der sich für Pteranodons interessierende Kazuma macht sich auf dem Weg zu dem Ei. Dabei lernt er auch Azusa kennen.
Ein wenig später schlüpft aus dem Ei ein Babygodzilla. Als plötzlich Godzilla auftaucht, beschließt das Militär zum ersten Mal, Mechagodzilla in den Kampf zu schicken. Wie es scheint, kann Mechagodzilla Godzilla ordentlich Paroli bieten, doch ein mechanischer Defekt legt Mechagodzilla für einige Zeit lahm, und somit macht sich Godzilla unaufhaltsam auf den Weg Richtung Kyōto.
Doch er bekommt das Baby nicht, weil sich das Team in einen Bunker zurückgezogen hat. Kazuma, der eigentlich an Bord des Mechagodzillas sein sollte, dies aber nicht war, weil er beim Professor gewesen ist, wird von der G-Force entlassen und muss als Parkplatzwächter arbeiten.
Die G-Force hat derweil einen Plan entworfen, um Godzilla zu besiegen. Sie haben herausgefunden, dass das Baby ein zweites Gehirn besitzt, und zwar im Hüftbereich; somit trifft das auch auf Godzilla zu. Man soll nun mit Hilfe des Babys Godzilla in unbewohntes Gebiet locken und ihn dort mit dem G-Crusher töten. Miki und Azusa versuchen erfolglos, das Vorhaben zu stoppen.
Die G-Force macht sich bereit für den Angriff. Doch als das Baby schon in der Luft ist, schnappt sich Rodan den Container, in dem sich Azusa und das Baby befinden, und macht sich auf in Richtung Makuhari. Nun muss sich Mechagodzilla statt um Godzilla um Rodan kümmern. Mit Hilfe der fliegenden Kampfmaschine Garuda gelingt es ihnen, Rodan zu besiegen. Als Godzilla in der Bucht auftaucht, kann er diesmal Mechagodzilla enormen Schaden zufügen. Erst als sich Mechagodzilla mit Garuda vereinigt und zu Supermechagodzilla wird, können sie Godzilla mit dem G-Crusher fast töten.
Doch Rodan opfert sich und gibt Godzilla seine Energie. Godzilla besiegt letzten Endes Mechagodzilla und nimmt seinen Sohn mit sich ins Meer.

## Rezeption
Das Budget war 9,5 Millionen US-Dollar. Das Einspielergebnis betrug 18 Millionen US-Dollar.
Der Film bekam überwiegend Positive Kritik, so bewerteten die Kritiker auf der Webseite Rotten Tomatoes den Film zu 83 Prozent positiv. Beim Publikum gefiel der Film zu 71 Prozent.

## Titel
Anders als der Titel vermuten lässt, ist der Film keine Fortsetzung eines Films namens Godzilla gegen MechaGodzilla. Der Originaltitel Gojira tai Mekagojira (dt. „Gojira gegen Mecha-Gojira“) ist identisch mit dem von King Kong gegen Godzilla (1974), der im Westen u. a. als Godzilla vs. Mechagodzilla vermarktet wurde. Der Film wurde  als II gekennzeichnet, um zu vermeiden, dass der Film mit dem von 1974 verwechselt oder für ein Remake gehalten wird.